# Samuel Oppenheimer

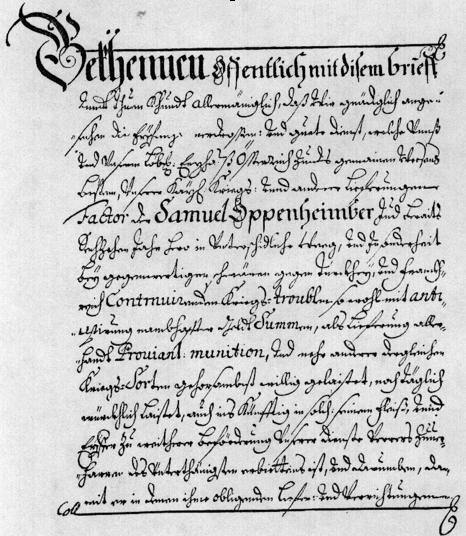
Privilégios para Samuel Oppenheimer, 1691

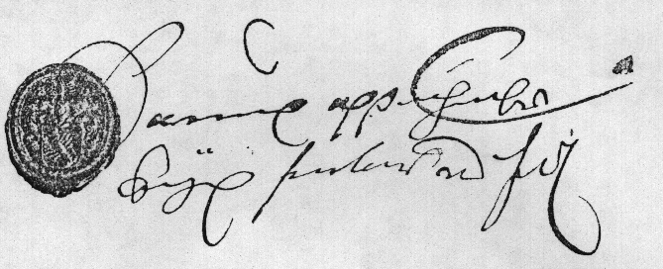
Selo e assinatura de Samuel Oppenheimer

Samuel Oppenheimer (21 de junho de 1630 – 3 de maio de 1703) foi um banqueiro judeu asquenazi, diplomata da corte imperial, fator e fornecedor militar do Sacro Imperador Romano. 

## Carreira
Desfrutou do favor especial do imperador Leopoldo I, a quem adiantou somas consideráveis de dinheiro para a Grande Guerra Turca. O príncipe Eugênio de Saboia trouxe-lhe um grande número de valiosos manuscritos hebraicos da Turquia, que se tornaram o núcleo da famosa biblioteca de David Oppenheim, agora parte da Biblioteca Bodleiana de Oxford.
Embora os judeus tivessem sido recentemente expulsos de Viena em 1670, o imperador permitiu que Oppenheimer se estabelecesse lá, juntamente com seu "Gesinde", seus seguidores, que incluíam várias famílias judaicas. Ele até recebeu o privilégio de construir uma mansão no coração de Viena. Foi nomeado "Oberfaktor" e judeu da corte por recomendação do margrave Luís de Baden, o general imperial na Hungria, a quem havia adiantado 100 000 florins para despesas de guerra. Ele também permitiu que o príncipe Eugênio fornecesse atendimento médico ao exército durante a guerra turca. Por volta do ano 1700, eclodiu um tumulto, possivelmente sancionado pela corte real, para persuadir Oppenheimer a aliviar a dívida da corte. Durante o tumulto, casas foram saqueadas e propriedades pilhadas, incluindo as de Oppenheimer. Como resultado, um homem foi enforcado por saquear a casa de Oppenheimer e outros foram presos por participar do distúrbio.
Oppenheimer tomou medidas para suprimir o tratado antissemita Entdecktes Judenthum (Judaísmo Desmascarado) gastando grandes somas de dinheiro para conquistar a corte e os jesuítas para o lado dos judeus. Como resultado, foi emitido um édito imperial proibindo a circulação da obra do autor, Eisenmenger. Oppenheimer também foi empregado pelo imperador em missões políticas que frequentemente eram de natureza delicada.
Quando Oppenheimer morreu, o estado se recusou a honrar suas dívidas com seu herdeiro Emanuel e declarou sua empresa falida. Sua morte trouxe profunda crise financeira ao estado; este experimentou grande dificuldade em garantir o crédito necessário para atender às suas necessidades. Emanuel apelou aos governantes europeus a quem o estado devia dinheiro e que intervieram em seu favor. Após procrastinação deliberada, o estado recusou a demanda de Emanuel por 6 milhões de florins e em vez disso exigiu 4 milhões de florins dele. Essa quantia baseava-se numa soma que (com juros compostos), de acordo com o estado, Oppenheimer supostamente havia obtido por fraude no início de sua carreira. Emanuel morreu em 1721 e o espólio de Oppenheimer foi leiloado em 1763. Embora Oppenheimer não fosse ele próprio erudito, foi um benfeitor numa escala até então desconhecida, construindo muitas sinagogas e yeshivot e apoiando seus estudiosos. Ele também pagou resgate pelo retorno de judeus capturados durante as guerras turcas e apoiou também a viagem de R. Judá, o Piedoso, para Terra de Israel em 1700. Conhecido como Judenkaiser por seus contemporâneos, era um homem cuja personalidade complexa, uma mistura de orgulho e reserva, desafiava a análise histórica. Vinte anos após sua morte, estimou-se que mais de 100 pessoas mantinham residência em Viena em virtude de estarem incluídas nos privilégios de Oppenheimer.
Oppenheimer foi sepultado no Cemitério Rossauer, o mais antigo cemitério judaico de Viena (Seegasse 9). As pedras do cemitério foram enterradas durante a Segunda Guerra Mundial para proteção. Muitas foram recuperadas e o cemitério foi restaurado na década de 1980. Metade da lápide de Samuel Oppenheimer, bem como a parte inferior da segunda metade, foram recuperadas durante escavações no cemitério em 2008 e foi restaurada em sua localização original, assim como as lápides de vários de seus descendentes. Uma fotografia tirada antes da guerra revela as inscrições elaboradas em sua lápide.
Um dos filhos de Oppenheimer, Simon Wolf Oppenheimer, estabeleceu uma casa bancária em Hanôver. O filho de Simon Wolff, Jakob Wolf Oppenheimer, continuou a casa bancária da família. Foi lá, de 1757 a 1763, que Mayer Amschel Rothschild se tornou aprendiz e aprendeu o negócio bancário que se tornaria sinônimo daquele nome de família. Os descendentes de Oppenheimer incluem o compositor Felix Mendelssohn.